# 翟寶善
翟寶善（？年—？年），字竹軒，陝西省富平縣人。清朝官員。

## 生平
咸豐二年（1852年）舉人、咸豐三年（1853年）進士。曾署四川省鄰水縣、新津縣知縣、興文縣知縣。

## 事跡
同治五年（1867年），翟寶善任新津知縣時，令眾從石廠灣搬運亂石拋填護岸，以固城堤。沿岸安放石牛五個（現在新津城南堤足一帶，還有泥石相混的亂石堆，即昔年拋填亂石的痕迹）。拋填亂石段約千米，估計亂石數量近萬立方米，這次護岸工程全面，維護時間保持70多年。縣人感其德，為他塑像建坊。
新津城隍廟大殿背面為同治年間知縣翟寶善塑像，因翟知縣在新津有德政，興修過水利，與民造福，還平反過余氏母子的冤案。